# The Mountain Between Us
The Mountain Between Us (La montaña entre nosotros en España y Más allá de la montaña en Hispanoamérica) es una película de 2017 dirigida por Hany Abu-Assad. Se enmarca en el género de aventura y romance y cuenta con las actuaciones de Idris Elba y Kate Winslet en los papeles principales.

## Argumento resumido
Alex Martin (Kate Winslet) es una reportera y fotógrafa que lleva prisa para tomar un vuelo y llegar a casarse con su novio Mark; pero el vuelo es cancelado debido al clima. Paralelamente el doctor en neurocirugía, Ben Bass (Idris Elba), debería ir en el mismo vuelo para llegar a una cirugía,  a pesar de ser desconocidos, intentan solucionar su problema de viaje rentando una avioneta y su dueño (y piloto) quien va acompañado por un perro.
Al sobrevolar las Montañas Rocosas a finales de diciembre (invierno), el piloto sufre un derrame cerebral y se precipitan contra las montañas impactando en una ladera elevada.  El piloto fallece y milagrosamente sobreviven  Alex, Ben y el perro.
Como consecuencia del accidente, Alex tiene una pierna lesionada y Ben un par de costillas rotas.
Las posibilidades de sobrevivir disminuyen rápidamente debido al clima y la falta de alimentos, sumado a que el piloto no registró un plan de vuelo, por lo tanto nadie podría buscarlos.  Alex, Ben y el perro deben enfrentarse a situaciones límites para sobrevivir, a pesar de ser tan distintos, en el intento convergen sus personalidades y ocurren cambios graduales inesperados en los sentimientos de cada uno que sin sospecharlo al principio los hace unirse íntimamente para sobrevivir y confiar el uno del otro.

## Localizaciones
Los ambientes naturales de invierno se rodaron en la Columbia Británica y Vancouver, Canadá.

## Otros datos
La doble de la actriz Kate Winslet es Janene Carleton, y en la película se utilizaron dos perros entrenados de raza Labrador retriever, Raleigh y Austin.